# Spermacoce aquatica
Spermacoce aquatica är en måreväxtart som beskrevs av Vell.. Spermacoce aquatica ingår i släktet Spermacoce och familjen måreväxter. Inga underarter finns listade i Catalogue of Life.